# Období Kamakura
Období Kamakura (japonsky 鎌倉時代, Kamakura-džidai) je období dějin Japonska mezi lety 1185 až 1333. Následovalo po období Heian, jehož poslední desetiletí byla poznamenána spory mezi dvěma nejvýznamnějšími vojenskými rody Minamoto (též Gendži) a Taira (též Heike) a jež vyústily v krvavou genpeiskou válku (1180–1185). V té zvítězili Minamotové v čele s Joritomem Minamotem. Joritomo si už roku 1180 zvolil za své sídlo Kamakuru na jižním okraji nížiny Kantó, která ležela 400 kilometrů od císařského hlavního města Kjóto. A právě podle Kamakury získalo název celé následující období, kdy odtud Joritomovi následníci ovládali Japonsko. V roce 1192 získal Joritomo od císaře dědičný titul seii taišógun (obvykle zkracovaný na šógun), což byla formálně nejvyšší funkce v systému vojenské vlády, tím vznikl šógunát Kamakura
Administrativa, prostřednictvím které šógun vládl, se nazývala bakufu (幕府) neboli „stanová vláda“. Pojem původně označoval velitelský stan při taženích proti barbarům.
Po Joritomově předčasné smrti v roce 1199 se vlády v šógunátu zmocnili regenti šóguna (tato funkce se nazývala šikken) z rodu Hódžó a funkce šóguna se stala zcela bezvýznamnou. Rod Hódžó vládl prostřednictvím nastrčených osob, které dosazoval na místa šóguna.
V roce 1221 se pokusil vystoupit proti vládě klanu Hódžó císař v pozadí Gotoba, podporovaný kláštery z hlavního města. Povstání, které je nazýváno nepokoje éry Džókjú či válka Džókjú, však bylo potlačeno. Gotoba byl poslán do vyhnanství a většina vůdců byla potlačena.
Změna způsobu vlády vyvolala potřebu nového zákoníku, který byl vydán roku 1232 a nazýval se Zákoník Džóei. V něm bylo poprvé uzákoněno feudální uspořádání v Japonsku.

## Invaze Mongolů

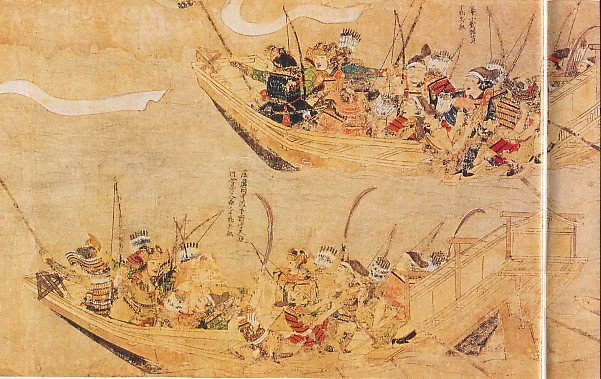
Mongolské útočné lodě. Móko Šúrai Ekotoba (蒙古襲来絵詞), kolem 1293.

Roku 1279 si podmanili Mongolové, v jejichž čele stál Kublaj-chán jihočínskou říši Sung a po Japonsku požadoval uznání mongolské nadvlády. To bylo odmítnuto a tak se v roce 1274 pokusil o invazi. Proti jízdě Mongolů útočící v šicích neexistovala v té době účinná obrana. Mongolové také používali nové zbraně, např. praky střílející střely naplněné střelným prachem.
Japonsko ztratilo ostrovy Cušima a Iki. Rozhodla však bitva Bun'ei (文永の役), známá jako „První bitva v zátoce Hakata“. V ní zničil mongolské vojsko tajfun a jeho zbytky byly přinuceny se vrátit zpět.
Kublaj-chán vypravil invazní vojsko ještě jednou, v roce 1281. Zaútočil v zátoce Hakata na obranný val, který zde obránci vybudovali a dva měsíce se pokoušel neúspěšně vylodit. Tato bitva Kóan (弘安の役), nebo také „Druhá bitva v zátoce Hakata“ byla opět rozhodnuta mořskou bouří, která zbylé loďstvo, pravděpodobně méně než polovinu, přinutila k návratu.
Tyto dva tajfuny byly nazvány kamikaze neboli božský vítr a posílily víru Japonců v ochranu země božstvy.

## Kultura

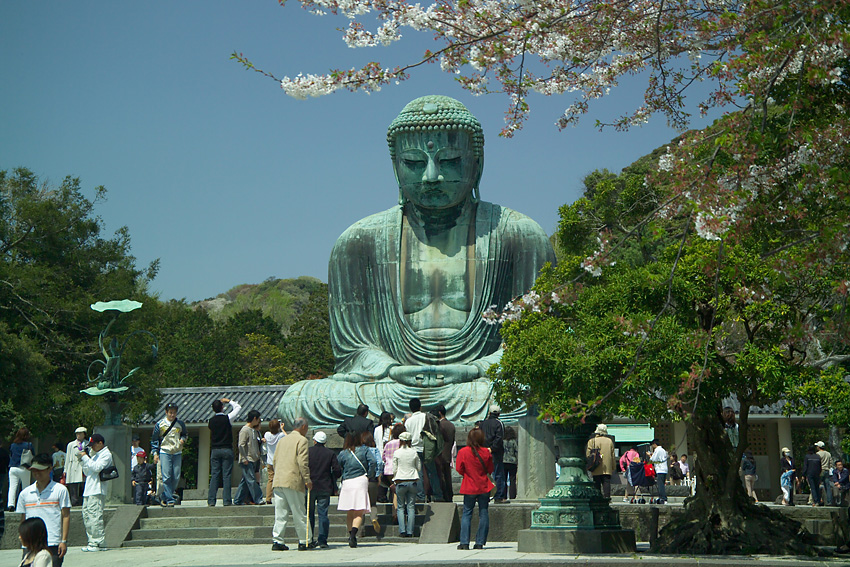
Socha Buddhy Amidy na otevřeném prostranství u chrámu Kótokuin v Kamakuře. Podle chrámových záznamů pochází z roku 1252. Není ale zcela jasné, zdali to je táž socha, která tu dnes stojí.

Mezi nejvýraznější rysy tohoto období patří kult bojovníka neboli samuraje, který byl ceněný pro svoji schopnost skvěle zacházet se zbraněmi, pro svou věrnost, schopnost snášet bolest a připravenost zabít v případě nutnosti i sám sebe (seppuku). Japonské meče (nejznámějším je katana), které byly vyráběny mistrovskými cechy, měly tak vynikající kvalitu, že se staly předmětem uctívání.
To se projevilo také v literatuře, kde vznikaly vojenské příběhy (gunki). Nejvýznamnějším je Příběh rodu Taira (Heike monotagari), líčící boje mezi rody Minamoto a Taira, které probíhaly během předchozího období Heian. V malířství byly běžné výjevy z bojů např. proti Mongolům.
Starší tradiční náměty však také přetrvaly. Známé je dílo mnicha jménem Kamo no Čómei (1151 - 1213) nazvané Záznamy z poustevny (Hódžóki). V něm ve formě zuihicu (črt) vylíčil svůj poustevnický život po zklamání z poměrů u dvora a odchodu od něj.
V sochařství začaly vznikat realistické dřevěné plastiky.

## Náboženství
V tomto období můžeme vysledovat výraznější nástup nových buddhistických sekt. Mezi prostým obyvatelstvem se staly populárními sekty vzývající buddhu Amidu (sekta Čisté země a Pravá sekta Čisté země) a sekty propagující učení vycházející z Lotosové sútry (Ničirenova sekta).
Mezi vojenskou šlechtou se rozšířil zenbuddhismus, který ji přitahoval svým důrazem na kázeň a meditace. Přinesl ho do Japonska mnich Eisai Zendži, zakladatel zenové sekty Rinzai. Jeho žák Dógen přivezl z Číny učení další sekty Sótó.
S nástupem zenbuddhismu je spjat i počátek tradice čajového obřadu v Japonsku.

## Císaři období Kamakura[10]
- Cučimikado (1198–1210)
- Džuntoku (1210–1221)
- Čúkjó (1221)
- Go-Horikawa (1221–1232)
- Šidžó (1232–1242)
- Go-Saga (1242–1246)
- Go-Fukakusa (1246–1260)
- Kamejama (1260–1274)
- Go-Uda (1274–1287)
- Fušimi (1287–1298)
- Go-Fušimi (1298–1301)
- Go-Nidžó (1301–1308)
- Hanazono (1308–1318)
- Go-Daigo (1318–1339)

## Severní dvůr
- Kógon (1331–1333)
- Kómjó (1336–1348)
- Sukó (1348–1351)
- 1351–1352 bezvládí
- Go-Kógon (1352–1371)
- Go-En'jú (1371–1382)
- Go-Komacu (1382–1392)